# Old Man Drinking a Glass of Beer
Old Man Drinking a Glass of Beer, známý také jako Comic Face(s), je britský němý film z roku 1897. Režisérem je George Albert Smith (1864–1959). Film trvá necelou minutu a premiéru měl v září 1897.
Jedná se o jeden z prvních filmů, který využil schopnosti kamery zachytit herce z bezprostřední blízkosti, což by divadlo pro publikum nemohlo umožnit.

## Děj
Film zachycuje Toma Greena, jak si z láhve do sklenice nalévá pivo. Pivo postupně vypije, přičemž se radostně usmívá. Na konci udělá dlouhý nos a pořádně se přitom směje.